# 香林澄遠
香林澄遠（908年—987年），俗姓上官，漢州綿竹縣人，生於前蜀王建武成元年，五代雲門宗高僧。幼年投成都真相院出家，十六歲時受具足戒。後至韶州雲門寺依止雲門文偃禪師十八年，法嗣於雲門文偃。宋乾德二年（964年）於青城山香林院，弘揚雲門禪風四十餘載，世稱香林澄遠。雍熙四年（987年）二月十三示寂，世壽80歲。法嗣再傳弟子雪竇重顯是雲門宗中興祖師。

## 公案軼事
宋太宗雍熙四年二月，知益州宋璫奏請澄遠住持成都普安院。澄遠預知時至遍向眾官辭行。示寂時，辭別宋璫：“老僧行腳去！”當時通判在場，皆感覺著詫異，問說：“這僧瘋狂，八十歲行腳去哪裡？”宋璫卻道：“大善知識，去住自由。”澄遠對眾官說：“老僧四十年方打成一片。”言訖而終，塔於香林院。

## 師承
- 雲門文偃

## 弟子
- 智門光祚
- 香林信

## 外部連結
- 北宋云门宗的兴盛
- 云门寺和云门宗介绍 （页面存档备份，存于）